# Melody Voyager
Melody Voyager è il secondo e.p. pubblicato da Gigi D'Agostino nel 1995. L'etichetta è della BXR, catalogo BXR 1002.

## Tracce
Edizioni musicali BXR.
1. D'Agostino Planet – Melody Voyager – 8:12
2. D'Agostino Planet – Marimba – 7:05
3. D'Agostino Planet – Acidismo – 12:30

Durata totale: 27:47